# Біллі Дав
Берта Боні (англ. Bertha Bohny, у шлюбі Біллі Дав, англ. Billie Dove; 14 травня 1903 — 31 грудня 1997) — американська акторка.

## Біографія
Народилася в Нью-Йорку в родині швейцарських іммігрантів Берти і Чарльза Боні. У підлітковому віці почала працювати моделлю, щоб допомогти прогодувати сім'ю, а в 15 років її помітив Флоренз Зігфелд і запросив у своє знамените бродвейське ревю «Шаленості Зігфелда».
Добившись успіху на Бродвеї, Біллі Дав переїхала до Голлівуду, де в 1921 році дебютувала в німому кіно. До середини 1920-х Дав стала однією з найпопулярніших акторок десятиліття, з'явившись у таких популярних картинах, як «Підкова на щастя» (1925), «Авіапошта» (1925), «Чорний пірат» (1926), «Малюк Бутс» (1926) і «Краса по-американськи» (1927).
З 1923 року акторка одружилася з кінорежисером Ірвіном Віллатом, з яким розлучилася через 6 років. Також мала трирічні стосунки зі своїм великим шанувальником Говардом Г'юзом. На початку 1930-х знялася у двох його фільмах.
У 1932 році Біллі Дав завершила свою кінокар'єру, а через рік одружилася з нафтодобувачем Робертом Кенастоном. Народила сина, а також взяла на виховання прийомну дочку. Шлюб тривав 37 років до смерті Кенастона в 1970. У 1973 році 70-річна Дав одружилася з архітектором Джоном Міллером, з яким незабаром розлучилася.
У 1962 році, після 30-річної перерви, повернулася на великий екран, виконавши невелику роль у мелодрамі «Алмазна коронка бура» з Чарлтоном Гестоном в головній ролі. 
Пізні роки Дав провела в місті Ранчо-Кукамонга в Каліфорнії, а коли її здоров'я стало погіршуватися, переїхала в Вудленд-Гіллз у Будинок акторів кіно і телебачення, де померла в 1997 році від пневмонії. 
Біллі Дав удостоєна зірки на голлівудській алеї слави за внесок в кіноіндустрію США.